# Odell (Oregon)
Odell és una concentració de població designada pel cens dels Estats Units a l'estat d'Oregon. Segons el cens del 2000 tenia 1.849 habitants.

## Demografia
Segons el cens del 2000, Odell tenia 1.849 habitants, 573 habitatges, i 468 famílies. La densitat de població era de 357 habitants per km².
Dels 573 habitatges en un 45,2% hi vivien nens de menys de 18 anys, en un 68,4% hi vivien parelles casades, en un 8,4% dones solteres, i en un 18,2% no eren unitats familiars. En el 14,1% dels habitatges hi vivien persones soles el 7,2% de les quals corresponia a persones de 65 anys o més que vivien soles. El nombre mitjà de persones vivint en cada habitatge era de 3,19 i el nombre mitjà de persones que vivien en cada família era de 3,51.
Per edats la població es repartia de la següent manera: un 33,9% tenia menys de 18 anys, un 8,7% entre 18 i 24, un 29,9% entre 25 i 44, un 18% de 45 a 60 i un 9,6% 65 anys o més.
L'edat mediana era de 30 anys. Per cada 100 dones de 18 o més anys hi havia 97,7 homes.
La renda mediana per habitatge era de 36.991 $ i la renda mediana per família de 37.065 $. Els homes tenien una renda mediana de 30.300 $ mentre que les dones 16.983 $. La renda per capita de la població era de 18.023 $. Aproximadament l'11,1% de les famílies i el 12,9% de la població estaven per davall del llindar de pobresa.

## Poblacions més properes
El següent diagrama mostra les poblacions més properes.